# Джоканович, Андрей
Андрей Джоканович (босн. Andrej Đokanović; род. 1 марта 2001, Сараево или Kasindo, Республика Сербская) — боснийский футболист, полузащитник клуба «Анкарагюджю» и сборной Боснии и Герцеговины.

## Клубная карьера
Воспитанник клубов «Нови Град Сараево» и «Сараево». 3 апреля 2019 года в поединке Кубка Боснии и Герцеговины против ОФК «Слога» дебютировал за основной состав последних[каких?]. 25 мая в матче против ГОШКа дебютировал в чемпионате Боснии и Герцеговины. 26 августа 2020 года в отборочном поединке Лиги чемпионов против брестского «Динамо» забил свой первый гол за «Сараево». В составе клуба игрок дважды выиграл чемпионат и национальный кубок.
В начале 2023 года Джоканович перешёл в турецкий «Анкарагюджю». 4 февраля в матче против «Фатих Карагюмрюк» дебютировал в турецкой Суперлиге.

## Международная карьера
В 2018 году в составе юношеской сборной Боснии и Герцеговины Джоканович принял участие в юношеском чемпионате Европы в Англии. На турнире он сыграл в матчах против команд Дании, Бельгии и Ирландии.
6 июня 2021 года в товарищеском матче против сборной Дании Джоканович дебютировал за сборную Боснии и Герцеговины.

## Достижения
Клубные
 «Сараево»
- Победитель чемпионата Боснии и Герцеговины (2) — 2018/2019, 2019/2020
- Обладатель Кубка Боснии и Герцеговины (2) — 2018/2019, 2020/2021